# پورت ویلا
پورت ویلا پایتخت و بزرگترین شهر کشور جزیره‌ای وانواتو واقع در اقیانوس آرام است. 
پورت ویلا در جزیرهٔ افاته و در استان شفا واقع شده است. طبق سرشماری سال ۲۰۲۰، جمعیت این شهر ۴۹٬۰۳۴ نفر بوده که معادل ۱۶٫۳٪ از جمعیت کل کشور است.  
شهر به چهار ناحیه تقسیم شده و توسط شورایی متشکل از ۱۴ عضو اداره می‌شود.  جنی رگن‌وانو از حزب زمین و عدالت در اوت ۲۰۲۴ به‌عنوان نخستین زن شهردار پورت ویلا انتخاب شد.
چهار ناحیه وورت ویلا عبارتند از: مالاپوا-تاگابه، آنبرو-ملکوف-تاسریکی، مرکز و جنوب.
شورای شهر مسئول آموزش ابتدایی، مراقبت‌های بهداشتی اولیه، برنامه‌ریزی منطقه‌ای، نگهداری جاده‌ها، جمع‌آوری زباله‌ها، گورستان‌ها، پارک‌ها و فضاهای باز و ترویج گردشگری است.  
اکثریت جمعیت ملانزیایی هستند، اما اقلیت‌های پولینزیایی، آسیایی، استرالیایی و اروپایی (عمدتاً فرانسوی و بریتانیایی) نیز حضور دارند.
زبان رایج در شهر بیسلاما است، اما زبان‌های انگلیسی و فرانسوی نیز به‌طور گسترده‌ای صحبت می‌شوند.  
مسیحیت دین غالب در وانواتو است و بیش از ۹۰٪ جمعیت را شامل می‌شود. بزرگ‌ترین فرقه، کلیسای پروتستان وانواتو است که یک‌سوم جمعیت را تشکیل می‌دهد.
کلیسای کاتولیک روم و کلیسای ملانزی نیز هر کدام حدود ۱۵٪ از جمعیت را شامل می‌شوند.  
فرودگاه بین‌المللی بائر فیلد در پورت ویلا واقع شده و خدمات مسافری و باری را ارائه می‌دهد.  
مرکز فرهنگی وانواتو که موزه ملی وانواتو را در خود جای داده، در پارک سارالانا در مقابل پارلمان ملی واقع شده است.
دانشگاه اقیانوس آرام جنوبی دارای پردیسی در پورت ویلا است که تنها دانشکده حقوق این دانشگاه را در بر می‌گیرد.

## ریشه نام‌گزاری
ز نظر محلی به شهر معمولاً "Vila" گفته می‌شود. نام این منطقه در زبان بومی South Efate Efil و در زبان همسایه Mele-Fila Ifira است. ویلا گونه ای از این نام هاست. ایفیرا یک جزیره کوچک در بندر ویلا است که بسیاری از مالکان سنتی منطقه در آن زندگی می‌کنند.

## تاریخچه
منطقه ای که امروز توسط بندر ویلا اشغال شده‌است، از هزاران سال قبل محل سکونت مردم ملانزی بوده‌است. در پاییز سال ۲۰۰۴، یک باستان‌شناس معروف به Teouma محل دفن ۲۵ مقبره را شامل سه ده اسکلت از اعضای فرهنگ لاپیتا کشف کرد. قطعات سرامیک یافت شده در این مکان مربوط به قرن سیزدهم قبل از میلاد است.
در ماه مه ۱۶۰۶، اولین اروپاییان با هدایت کاوشگران پرتغالی پدرو فرناندس دو کوئیروس و لوئیز واز د تورس به این جزیره رسیدند. در قرن نوزدهم که این جزایر به نام هبریدهای جدید شناخته می‌شدند، انگلیس کنترل اقتصادی منطقه را در اختیار داشت، این در حالی است که در پایان سال ۱۸۸۰، تعادل اقتصادی به نفع فرانسوی‌ها بود. این موضوع را می‌توان در وضعبت را می‌توان در معادن نیکل کالدونیای جدید و مزارع مشاهده کرد. فردیناند شوریلارد، شهروند فرانسوی، بسیاری از املاک اطراف شهر را خرید و پاکسازی زمین در اطراف بندر ویلا را آغاز کرد تا به بزرگترین مزارع فرانسوی در این جزیره تبدیل شود. مدتی بعد پورت ویلا شهرداری به شهرداری فرانسویل تغییر نام داد و در ۹ اوت ۱۸۸۹ استقلال را اعلام کرد، گرچه این روند تنها تا ژوئن سال بعد ادامه داشت.

## اقلیم
پورت ویلا دارای اقلیم گرمسیری بارانی است، با بارندگی سالانه حدود ۲٬۳۳۸٫۹ میلی‌متر و ۱۵۳ روز بارانی در سال.
دمای هوا در طول سال تفاوت زیادی ندارد؛ گرم‌ترین ماه فوریه با میانگین دمای ۳۱٫۲ درجه سانتی‌گراد و خنک‌ترین ماه ژوئیه با میانگین دمای ۲۷ درجه سانتی‌گراد است.  

## بلایای طبیعی
پورت ویلا در طول تاریخ با بلایای طبیعی متعددی مواجه شده است، از جمله:
طوفان اومای در سال ۱۹۸۷ که خسارات زیادی به شهر وارد کرد.
زمین‌لرزهٔ قدرتمند در ۳ ژانویه ۲۰۰۲ که خساراتی جزئی به شهر وارد کرد.
طوفان پم در ۱۳ مارس ۲۰۱۵ که خسارات گسترده‌ای به بار آورد.
زمین‌لرزهٔ ۷٫۳ ریشتری در ۱۷ دسامبر ۲۰۲۴ که تقریباً به همه خانه‌های پورت ویلا آسیب رساند و ۱۶ کشته بر جای گذاشت.  

## شهرهای خواهر
پورت ویلا با شهرهای زیر خواهرخوانده است:
بورا بورا، پلی‌نزی فرانسه
دومبا، کالدونیای جدید
فوشان، چین
لیفئو، کالدونیای جدید
شانگهای، چین
یینچوان، چین